# Henri Sala
 (juin 2013).
Si vous disposez d'ouvrages ou d'articles de référence ou si vous connaissez des sites web de qualité traitant du thème abordé ici, merci de compléter l'article en donnant les références utiles à sa vérifiabilité et en les liant à la section « Notes et références ».
Pour les articles homonymes, voir Henri Sala (réalisateur) et Sala.
Henri Sala est un auteur de jeux de société français, demeurant à Bangkok.
Il est présenté par BoardGameGeek comme un auteur très prolifique avec plus d'une centaine de jeux de société publiés par des marques comme ASS, Capiépa, Dujardin, Gay-Play, Hasbro, Nathan, Jumbo, Mako, Ravensburger, etc.
Son jeu « Skript » , publié en France sous le nom de « Dico - Le Jeu du dictionnaire », a reçu en 1982 le Sonderpreis Schönes Spiel (« prix spécial du beau jeu ») au Spiel d’Essen.

## Ludographie succincte
- Perds pas la boule, 1974, Gay-Play
- Rattrapez-le !, 1973, Capiepa
- Les Routiers, Dujardin
- Allez saute !, Gay Play
- Allo docteur, Gay Play
- Diamino chinois, 1973, Gay-Play
- Les Villages, Hachette
- Canon noir, 1979, Hasbro / Winning Moves
- Bataille Navale électronique, Jeux éducatifs universels, Oscar du jouet 1970
- Jeu du bac, Jeux éducatifs universels
- Chat et souris ou Yin & Yang, 1985, Jumbo
- Samouraï, 1975, Nathan
- Shing Shang, 1977, Nathan
- Les jeux de 20 heures, Orli Jouet
- Elefantenparade, 1988, Ravensburger
- Les Fugitifs, Jeux Robert Laffont
- Battleground, 2007, Goliath